# Tallium-szulfid
A tallium-szulfid egy szervetlen kémiai vegyület, képlete Tl2S.

## Előállítása
Tallium és kén reakciójával állítható elő:
{\displaystyle \mathrm {2\ Tl+S\longrightarrow Tl_{2}S} }
Vagy tallium-etilát és hidrogén-szulfid reakciójával:
{\displaystyle \mathrm {2\ TlOC_{2}H_{5}+H_{2}S\longrightarrow Tl_{2}S+2\ C_{2}H_{5}OH} }

## Tulajdonságai
A tallium-szulfid egy fekete színű, vízben oldhatatlan por. Ólom(II)-jodid típusú hexagonális kristályszerkezete van a = 122,0, c = 181,7 pm. Ásványa a carlanite, benne a tallium-szulfid anti-kadmium-jodid szerkezetű.

## Felhasználása
Fotoelektromos fényérzékelőkben. Infravörös érzékelőkben a II. világháborúban.

## Fordítás
Ez a szócikk részben vagy egészben  a   Thallium(I)-sulfid című német Wikipédia-szócikk fordításán alapul.  Az eredeti cikk szerkesztőit annak laptörténete sorolja fel. Ez a jelzés csupán a megfogalmazás eredetét és a szerzői jogokat jelzi, nem szolgál a cikkben szereplő információk forrásmegjelöléseként.
Ez a szócikk részben vagy egészben  a   Thallium(I) sulfide című angol Wikipédia-szócikk ezen változatának fordításán alapul.  Az eredeti cikk szerkesztőit annak laptörténete sorolja fel. Ez a jelzés csupán a megfogalmazás eredetét és a szerzői jogokat jelzi, nem szolgál a cikkben szereplő információk forrásmegjelöléseként.